# 에스퍼 마미
에스퍼 마미(일본어: エスパー魔美)는 후지코 F.후지오가 1977년 제작한 만화로, 주간 소년 빅 코믹이란 잡지에서 연재되었다.

## 줄거리
이 만화의 주인공인 '사쿠라 마미'는 초능력을 가지고 있다. 네게츠(明月) 중학에 다니는 보통의 중학생으로, 동급생인 타카하타 카즈오를 돕다가 자신이 초능력자라는 것을 들키게 된다. 카즈오는 당초 자신이 초능력자라고 오해하고 있었으나, 마미가 초능력자라는걸 알게 되고부터 마미를 많이 이해하고 조언도 많이 해준다. 마미는 초능력을 사람을 돕기 위해서 사용하기로 한다.

## 드라마
이 만화를 원작으로 하여 드라마가 만들어진 적이 있다. 2002년 1월 5일부터 2002년 3월 23일까지 총 12화를 방영했다.